# Maria Valtorta
Maria Valtorta (Caserta, 14 de março de 1897 – Viareggio, 12 de outubro de 1961) foi uma escritora, poeta e mística católica italiana. Ela era terciária franciscana e membro leiga dos Servos de Maria, que teria relatado conversas pessoais de renome e ditados de Jesus.
Na juventude, Valtorta viajou pela Itália devido à carreira militar de seu pai. Seu pai acabou se estabelecendo em Viareggio. Em 1920, aos 23 anos, enquanto caminhava em uma rua com a mãe, um jovem delinquente a atingiu nas costas com uma barra de ferro sem motivo aparente. Em 1934, a lesão acabou confinando-a à cama pelos 28 anos restantes de sua vida. Sua vida espiritual foi influenciada pela leitura da autobiografia de Santa Teresa de Lisieux e, em 1925, aos 28 anos, antes de ficar acamada, ela se ofereceu a Deus como alma vítima.
De 23 de abril de 1943, até 1951, ela produziu mais de 15.000 páginas manuscritas em 122 cadernos, detalhando principalmente a vida de Jesus como uma extensão dos evangelhos. Seus cadernos manuscritos contendo cerca de 700 episódios de renome na vida de Jesus foram digitados em páginas separadas por seu padre e remontados, tornando-se a base de seu livro de 5.000 páginas O poema do homem-Deus. A Santa Sé colocou a obra no Índice de Livros Proibidos e o jornal do Vaticano L'Osservatore Romano acompanhou a publicação deste decreto com um artigo que chamava o livro de uma vida de ficção de Jesus . Valtorta viveu a maior parte de sua vida acamada em Viareggio, Itália onde morreu em 1961. Ela está enterrada no grande claustro da Basílica de Santissima Annunziata, em Florença.

## Biografia

### Início da vida

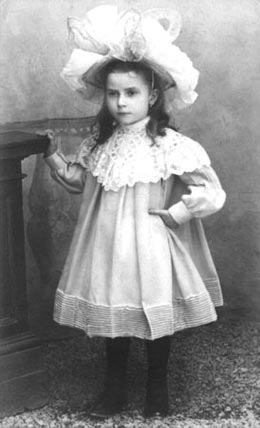
Maria Valtorta aos 5 anos em 1902.

Valtorta nasceu em Caserta, na região da Campânia, na Itália, a única filha de pais da região da Lombardia, seu pai nasceu em Mantova e sua mãe em Cremona. Seu pai, Giuseppe, estava na cavalaria italiana e sua mãe, Iside, era professora de francês. Aos 7 anos, matriculou-se no Instituto das Irmãs Marcellienne e aos 12, foi enviada para o internato de Monza, administrado pelas Irmãs da Caridade. Quando a família se mudou para a Itália devido à carreira militar de seu pai, ela recebeu uma educação clássica em várias partes da Itália e se concentrou na literatura italiana.
Em 1913, quando ela tinha cerca de 16 anos, seu pai se aposentou e a família se mudou para Florença . Ela declarou que em 1916 ela teve uma experiência religiosa pessoal e sentiu uma proximidade com Deus que transformou sua vida. Em 1917, durante a Primeira Guerra Mundial, ela se ofereceu como enfermeira samaritana e por 18 meses trabalhou no hospital militar em Florença.
Em 17 de março de 1920, aos 23 anos, enquanto passeava pela rua com a mãe, um jovem delinquente a atingiu pelas costas com uma barra de ferro sem motivo aparente. Como resultado dessa lesão, ela ficou confinada na cama por três meses. Embora ela parecesse ter se recuperado e pudesse se movimentar por mais de uma década depois, as complicações daquele incidente acabaram por deixá-la na cama por 28 anos, de abril de 1934 até o final de sua vida.

### Estabelecendo-se em Viareggio
Em 1924, sua família mudou-se de Florença para se estabelecer na cidade vizinha de Viareggio, na costa da Toscana. Depois de se estabelecer em Viareggio, ela quase nunca deixou a cidade. Em Viareggio, ela levou uma vida dominada pela solidão e, exceto por excursões ocasionais à beira-mar e à floresta de pinheiros, seus dias consistiam principalmente em fazer compras domésticas diárias e visitar o Santíssimo Sacramento na igreja.
Influenciada pela autobiografia de Santa Teresa, em 28 de janeiro de 1925 (vários anos antes de ficar acamada), jurou oferecer-se a Deus como alma vítima e renovar essa oferta a Deus todos os dias. Mais tarde, em 1943, depois de ler sobre a vida de São João Maria Vianney, ela escreveu que também o considerava uma alma vítima. Em 1931, ela fez votos privados de castidade, pobreza e obediência.
O último dia em que Valtorta conseguiu sair de casa sozinha, apesar de seu alto nível de fadiga, foi em 4 de janeiro de 1933. A partir de 1 de abril de 1934, ela não podia mais deixar sua cama. Em 1935, um ano depois de estar de cama, Martha Diciotti começou a cuidar dela. O pai de Valtorta morreu em 1935 e sua mãe em 1943, após o que ela ficou sozinha em casa, com Martha Diciotti cuidando dela até o fim de sua vida. Exceto por uma breve evacuação em tempo de guerra para Sant 'Andrea di Compito, em Lucca, de abril a dezembro de 1944, durante a Segunda Guerra Mundial, o resto de sua vida foi passada em sua cama, na Via 257 Via Antonio Fratti em Viareggio.
Em 1942, Valtorta foi visitada pelo P. Romuald M. Migliorini, dos Servos de Maria, que se tornou seu diretor espiritual. Como padre missionário, o padre Migliorini havia sido vigário apostólico na Suazilândia, na África. No início de 1943, quando Valtorta estava doente por nove anos, o padre Migliorini sugeriu que ela escrevesse sobre sua vida e, em cerca de dois meses, ela produziu várias centenas de páginas manuscritas para seu confessor, que se tornaram a base de sua autobiografia.

### Relatórios
Na manhã de 23 de abril de 1943, sexta-feira santa, Valtorta relatou uma voz falando subitamente com ela e pedindo que ela escrevesse. Do quarto, chamou Marta Diciotti, mostrou o lençol nas mãos e disse que "algo extraordinário" havia acontecido. Diciotti ligou para o padre Migliorini sobre o "ditado" que Valtorta havia relatado. O padre Migliorini pediu que ela escrevesse qualquer outra coisa que "recebesse" e, com o tempo, forneceu-lhe cadernos para escrever.
Posteriormente, Maria escreveu quase todos os dias até 1947 e, intermitentemente, nos anos seguintes até 1951. Ela escrevia com uma caneta-tinteiro no caderno apoiada nos joelhos e colocada no quadro de escrita que havia feito. Às vezes, ligava para Marta para ler o que havia escrito .
Seus cadernos eram datados todos os dias, mas seus escritos não estavam em seqüência, pois alguns dos últimos capítulos de O Poema do Homem-Deus foram escritos antes dos primeiros capítulos.
De 1943 a 1951, Valtorta produziu mais de 15.000 páginas manuscritas em 122 cadernos. Ela escreveu sua autobiografia em sete cadernos adicionais. Essas páginas se tornaram a base de seu trabalho principal, O Poema do Homem-Deus, e constituem cerca de dois terços de seu trabalho literário. As visões de renome dão um relato detalhado da vida de Jesus desde seu nascimento até a Paixão, com mais elaboração do que os Evangelhos fornecem. Por exemplo, enquanto o Evangelho inclui algumas frases sobre o casamento em Caná, o texto inclui algumas páginas e narra as palavras ditas entre as pessoas presentes. As visões de renome também descrevem as muitas jornadas de Jesus por toda a Terra Santa e suas conversas com pessoas como os apóstolos .

### Morte
Valtorta morreu e foi enterrada em Viareggio em 1961, aos 64 anos. Em 1973, com permissão eclesiástica, seus restos mortais foram transferidos para Florença para a capela no Grande Claustro da Basílica della Santissima Annunziata di Firenze. Cinzelado em sua tumba estão as palavras: Divinarum rerum scriptrix "(" Escritor das coisas divinas ").

## Publicação

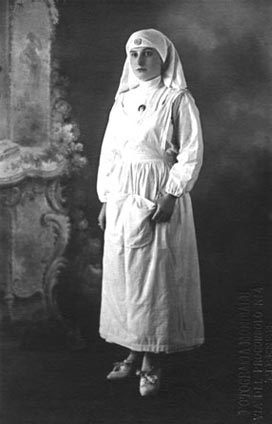
Em 1918, aos 21 anos, como enfermeira, durante a Primeira Guerra Mundial.

Maria Valtorta inicialmente relutou em publicar seus cadernos, mas, a conselho de seus padres, o padre Romualdo Migliorini e Corrado Berti, da Ordem Servita, concordaram em 1947 com a publicação.
Pouco depois de abril de 1947, o padre Berti apresentou a primeira cópia do trabalho ao papa Pio XII, que em 26 de fevereiro de 1948 recebeu os padres Migliorini e Berti, juntamente com seu prior, padre Andrea Checchin, em audiência especial, como relatado no dia seguinte em Osservatore Romano, o jornal do Vaticano.
A permissão do autor ordinária ou do ordinário do lugar de publicação ou da impressão era necessário para a publicação de tais livros e teve que ser dada por escrito . Confiantes na aprovação verbal do Papa Pio XII, Padre Berti tinha em 1948 ofereceu o Poema do Deus-Homem ao Departamento de Impressão do Vaticano, que no entanto não o publicou. Em vez disso, em 1949, o Santo Ofício convocou o padre Berti e ordenou que ele entregasse todas as cópias e prometesse não publicar a obra. O padre Berti entregou suas cópias digitadas, mas devolveu o texto manuscrito original a Maria Valtorta.
Mais tarde, o trabalho recebeu a atenção do bispo canadense Roman Danylak, que em sua aposentadoria na Itália havia começado a apoiar reivindicações de várias pessoas de ter recebido visões de Jesus e Maria (incluindo as aparições de Garabandal e um suposto milagre em Naju). Segundo Danylak (escrevendo décadas após o evento), os editores da primeira edição do livro de Valtorta não haviam submetido o trabalho à aprovação eclesiástica prévia.
Em 1950, Maria Valtorta assinou um contrato com o editor Emilio Pisani, que entre 1956 e 1959 imprimiu a obra em quatro volumes, primeiro intitulado "O Poema de Jesus" e os outros "O Poema do Homem-Deus".

## Beatificação

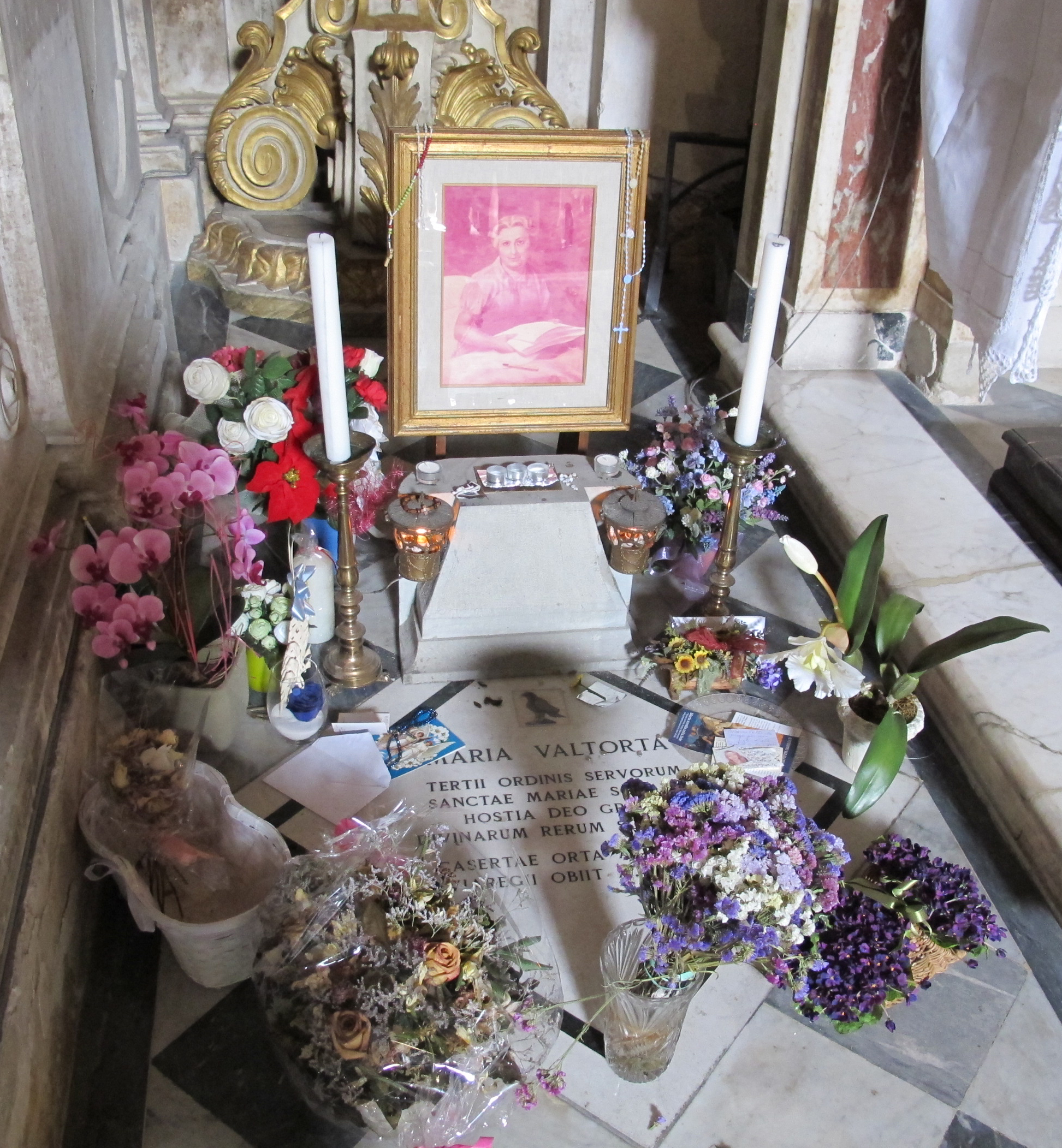
Túmulo de Maria Valtorta, localizado na Basilica della Santissima Annunziata

Em 8 de novembro de 2000, a Ordem dos Servos de Maria tentou introduzir o processo de beatificação de Maria Valtorta, mas fora desencorajada pelo arcebispo de Lucca, monsenhor Bruno Tommasi, então líder da arquidiocese onde faleceu Valtorta, alegando que não seria um processo fácil. Por decisão quase unânime dos bispos de Toscana e do cardeal Silvano Piovanelli, ex-arcebispo de Florença e juiz da Congregação para as Causas dos Santos, o processo de beatificação de Valtorta recebeu parecer negativo, cujas razões, porém, nunca foram comunicadas ao postulador.

## Controvérsias
Os defensores de Valtorta argumentam que, de acordo com a lei canônica, o pontífice romano tem pleno poder sobre toda a Igreja; portanto, a aprovação inicial do Papa Pio XII anulou efetivamente qualquer decisão subsequente do Santo Ofício, incluindo a ação do Santo Ofício sob seu próprio reinado. e sua condenação posterior da obra e sua colocação no Índice, mesmo com a aprovação do Papa João XXIII, em 1960.
Em 1963, o papa Paulo VI sucedeu a João XXIII e, sob seu reinado, o Santo Ofício, com o nome alterado para Sagrada Congregação para a Doutrina da Fé, aboliu completamente o Índice em 1965. Os seguidores de Valtorta argumentam que isso anulava a condenação de 1959, uma vez que o índice não existia mais depois de 1965. Os apoiadores de Valtorta apontam para o fato de que, em momentos diferentes, a lista de livros proibidos incluía escritos de Jean-Paul Sartre, Voltaire, Jean-Jacques Rousseau, David Hume, René Descartes, Francis Bacon, John Milton e Blaise Pascal, entre outros, enquanto outros autores (como Karl Marx ou Adolf Hitler) nunca foram colocados no Index .
Quanto à questão da consistência interna e da correspondência com os Evangelhos, os apoiadores de Valtorta dizem que, desde Santo Agostinho de Hipona abordou a hipótese agostiniana (que o Evangelho de Marcos usava o Evangelho de Mateus como fonte e que o Evangelho de Lucas usava tanto Mateus e Marcos) no século V, estudiosos religiosos têm debatido questões relativas à ordem de composição dos Evangelhos, às vezes sem uma resolução clara. Tais debates ainda ocorrem entre especialistas, mesmo sobre questões relacionadas aos cânones da Igreja e aos próprios evangelhos canônicos. Os apoiadores de Valtorta dizem que O poema do homem-Deus parece fornecer soluções para alguns debates sinóticos, como os referentes a Lucas 22:66 e Mateus 26:57 sobre o julgamento de Jesus, fornecendo explicações simples que resolvem os conflitos. A explicação de Valtorta de que a ilegalidade de um julgamento noturno tornava necessário a realização de um julgamento legal pela manhã era proposta por outros, desde pelo menos a época de André Marie Jean Jacques Dupin (1783-1865) . Segundo o editor de Valtorta, Emilio Pisani, a estudiosa das escrituras Gabriele Allegra expressou seu apoio ao poema do homem-deus e sua correspondência com o evangelho. Diz-se que Allegra escreveu: "Defendo que a obra de Valtorta exige uma origem sobrenatural. Penso que é o produto de um ou mais carisma e que deve ser estudada à luz da doutrina do carisma" .
Dois dos visionários de Medjugorje, disseram que o livro de Maria Valtorta recebeu aprovação sobrenatural. Vicka Ivankovic disse a um advogado americano: "Nossa Senhora disse que se alguém quiser conhecer Jesus, ele deveria ler O POEMA DO DEUS-HOMEM, de Maria Valtorta. Esse livro é a verdade.". Marija Pavlovic, outra das visionárias de Medjugorje, disse em 1985: "Maria Valtorta! Tudo verdade. O poema do homem-deus. Maria disse há dois anos, tudo verdade! Ditada por Jesus!". Uma reivindicação que ela repetiu em 1988. No entanto, pe. Philip Pavich, OFM, um padre franciscano croata americano estacionado em Medjugorje, enviou uma carta circular aos fãs de Medjugorje, questionando as supostas visões de Maria Valtorta e o livro subsequente.